# سيدك
سيدك (بالروسية: Компания СДЭК (Служба Доставки Экспресс-Курьер)) واختصارًا: (بالروسية: СДЭК) أو (بالإنجليزية: CDEK)‏ شركة نقل دولي سريع متخصصة في مجال توصيل الوثائق والطرود. بدأت أعمالها في العام 2000 في نوفوسيبيرك في روسيا.

## عنها
تأسست الشركة في العام 2000 من قبل كل من فياتشيسلاف بيكسايف وليونيد جولدورت. وكانت تقتصر خدماتها ضمن نطاق التوصيل المحلي، ثم طورت أنماطًا لوجستية لتسليم البضائع عبر المقاطعة الفيدرالية السيبيرية في غضون 24 ساعة. كانت مناطق خدمتها تشمل الجزء الشرقي من روسيا، ثم توسّعت شيئا فشيئا فشملت مناطق أخرى من البلاد. بحلول العام 2019، أصبحت الشركة تدير 1700 مكتب في 14 دولة، وهي: روسيا، الصين، كازاخستان، أوزبكستان، بيلاروسيا، قيرغيزستان، جمهورية التشيك، أرمينيا، الولايات المتحدة الأمريكية، كوريا الجنوبية، تركيا، ليتوانيا، لاتفيا والإمارات العربية المتحدة.

## الإدارة
- ليونيد جولدورت (الرئيس التنفيذي)
- يفغيني تساتسورا (رئيس مجلس الإدارة)

## وصلات خارجية
- الموقع الرسمي